# Pownce
Pownce foi um site de rede-social e micro-blogging criado pelos empresários Kevin Rose, Leah Culver, and Daniel Burka. O site foi inaugurado em junho de 2007, tornado público em janeiro de 2008, e fechado em dezembro de 2008, após ser adquirido pela companhia de blogging Six Apart.
O diferencial deste aplicativo face ao Twitter é que com ele era possível não só enviar recados, mas também arquivos, links e eventos (itens de calendário criados diretamente no programa), escolhendo se queria enviar para seus contatos, para apenas uma pessoa ou para todos.